# Synagoga Jakuba Lewkowicza w Łodzi
Synagoga Jakuba Lewkowicza w Łodzi – prywatny dom modlitwy znajdujący się w Łodzi przy ulicy Nowomiejskiej 15.
Synagoga została zbudowana w 1894 roku z inicjatywy Jakuba Lewkowicza. Mogła ona pomieścić 30 osób. Podczas II wojny światowej Niemcy zdewastowali synagogę.